# عبقة جزرية
عبقة جزرية (الاسم العلمي:Osmanthus insularis) هي نوع من النباتات تتبع جنس العبقة من الفصيلة الزيتونية.